# Neotanypeza ochrifemur
Neotanypeza ochrifemur is een vliegensoort uit de familie van de langpootvliegen (Tanypezidae). De wetenschappelijke naam werd gepubliceerd in 1936 door Günther Enderlein.